# Bittium lacteum
Bittium lacteum é uma espécie de molusco pertencente à família Cerithiidae.
A autoridade científica da espécie é Philippi, tendo sido descrita no ano de 1836.
Trata-se de uma espécie presente no território português, incluindo a zona económica exclusiva.